# Wangchuckdynastie
Dit zijn de koningen van de Wangchuckdynastie in Bhutan. Hun heerschappij begon in 1907. Vóór 1907 werd Bhutan bestuurd door een wereldlijk leider (druk desi) en een religieus leider (Je Khenpo). De titel van de koningen is Druk Gyalpo:
- 17 december 1907 - 21 augustus 1926: koning Ugyen Wangchuck (geb:1861 - overleden:1926)
- 21 augustus 1926 - 24 maart 1952: koning Jigme Wangchuck (geb:1906 - overleden:1952)
- 24 maart 1952 - 21 juli 1972: koning Jigme Dorji Wangchuck (geb:1929 - overleden: 1972)
- 21 juli 1972 - 14 december 2006: koning Jigme Singye Wangchuck (geb:1955)
- 14 december 2006 - heden: koning Jigme Khesar Namgyel Wangchuck (geb:1980)